# 11129 Hayachine
11129 Hayachine è un asteroide della fascia principale. Scoperto nel 1996, presenta un'orbita caratterizzata da un semiasse maggiore pari a 2,5617597 UA e da un'eccentricità di 0,0576879, inclinata di 14,03723° rispetto all'eclittica.